# Каветка
Каветка (баш. Каветка) — деревня в Чишминском районе Башкортостана. Входит в Еремеевский сельсовет.

## География
Находится на реке Калмашке.
Расстояние до:
- районного центра (Чишмы): 8 км,
- центра сельсовета (Еремеево): 3 км,
- ближайшей ж/д станции (Чишмы): 8 км.

## Население
| 2002 | 2009 | 2010 |
| ---- | ---- | ---- |
| 36   | ↘23  | ↗30  |

Национальный состав
Согласно переписи 2002 года, преобладающие национальности — русские (42 %), татары (30 %).

## Люди, связанные с деревней
- Рыжов, Алексей Андреевич (род. 10 июня 1931, деревня Каветка) — механик-конструктор авиационных газотурбинных двигателей и энергетических установок, почетный академик АН РБ (1995), доктор технических наук (1997), заслуженный деятель науки и техники БАССР (1975), заслуженный машиностроитель РБ (1995), почетный авиадвигателестроитель (2000).